# ربکا بیسلند
ربکا بیسلند (انگلیسی: Rebecca Bisland؛ زادهٔ ۲۰ ژوئن ۱۹۸۲) بازیکن فوتبال اهل جمهوری ایرلند است.
از باشگاه‌هایی که در آن بازی کرده‌است می‌توان به باشگاه فوتبال زنان منچستر سیتی، باشگاه فوتبال منچستر سیتی، و باشگاه فوتبال زنان فولام اشاره کرد.
وی همچنین در تیم ملی فوتبال زنان جمهوری ایرلند بازی کرده‌است.